# Хигасине
Хигасине (яп. 東根市 Хигасинэ-си) — город в Японии, находящийся в префектуре Ямагата. Площадь города составляет 207,17 км², население — 47 328 человек (1 августа 2014), плотность населения — 228,45 чел./км².

## Географическое положение
Город расположен на острове Хонсю в префектуре Ямагата региона Тохоку. С ним граничат города Обанадзава, Мураяма, Тендо, Ямагата, Сендай и посёлок Кахоку.

## Население
Население города составляет 47 328 человек (1 августа 2014), а плотность — 228,45 чел./км². Изменение численности населения с 1980 по 2005 годы:
| 1980 | 40 559 чел. |  |
| 1985 | 41 874 чел. |  |
| 1990 | 42 751 чел. |  |
| 1995 | 43 208 чел. |  |
| 2000 | 44 800 чел. |  |
| 2005 | 45 834 чел. |  |

## Символика
Деревом города считается Zelkova serrata, цветком — вишня.